# IC 266
IC 266 — галактика типу S (спіральна галактика) у сузір'ї Персей.
Цей об'єкт міститься в оригінальній редакції індексного каталогу.